# Zahran Alloush
Mohammed Zahran Abdullah Alloush (arabisch محمد زهران علوش, DMG Muḥammad Zahrān ʿAllūš; * 1971 in Duma, Syrien; † 25. Dezember 2015 in Damaskus) war ein wichtiger Anführer der Miliz Dschaisch al-Islam (Armee des Islam), der während des Bürgerkriegs in Syrien kämpfte. Die Dschaisch al-Islam in Syrien galt als machtvolle Gruppierung aus Islamisten, die Ost-Ghuta, einen Vorort der Hauptstadt Damaskus, kontrollierte. Er war erst der Gründer und Oberbefehlshaber der Liwa al-Islam (Brigade des Islam) und danach Gründer und Oberbefehlshaber der aus der Liwa al-Islam hervorgegangenen Dschaisch al-Islam, die von Saudi-Arabien aus finanzielle Unterstützung erhalten haben soll. Die Miliz bildete einen Hauptbestandteil der Islamischen Front, deren Militärchef er war. Alloush wurde oftmals als einer der mächtigsten Rebellenführer Syriens beschrieben.

## Leben vor dem Bürgerkrieg
Alloush wurde 1971 in Duma, einem syrischen Vorort von Damaskus, geboren. Er war der Sohn von Abdullah Alloush, einem in Saudi-Arabien ansässigen salafistischen Geistlichen. Alloush studierte islamisches Recht an der Universität Damaskus und schloss die Universität mit dem Magister ab. Er setzte sein Studium an der Islamischen Universität Medina in Saudi-Arabien fort. Er wurde Anfang 2009 in Syrien wegen salafistischer Aktivitäten und Waffenbesitzes in Saidnaya, in einem Gefängnis für politische Häftlinge etwa 22 Kilometer nördlich von Damaskus für zwei Jahre inhaftiert, und kam 2011 im Rahmen einer Generalamnestie frei.

## Leben während des Bürgerkrieges und Tod
Die Liwa al-Islam unter Führung von Alloush wird für den Selbstmordanschlag gegen das Regierungskabinett im Hauptquartier des Nationalen Sicherheitsamts in Damaskus am 18. Juli 2012 verantwortlich gemacht, bei dem der syrische Verteidigungsminister Dawud Radschiha, Vizeverteidigungsminister Asif Schaukat, der Nationale Sicherheitsberater Syriens General Hischam al-Ichtiyar und der Leiter des Amtes für Krisenfälle General Hasan Turkmani getötet wurden. Der Befehlshaber der Republikanischen Garde und der Elitetruppen der Vierten Division der Streitkräfte Syriens Mahir al-Assad, der Kommandant der Terrorismusbekämpfung des Geheimdienstes Idarat al-Amn al-Amm, General Hafez Makhlouf, Innenminister Mohammed asch-Schaar und der stellvertretende Generalsekretär der Baath-Partei General Mohammed Said Bekheitan wurden verletzt. Der Attentäter hatte im Versammlungssaal des streng gesicherten Gebäudes einen Sprengstoffgürtel gezündet.
Am 29. September 2013 schloss sich die Liwa al-Islam mit anderen Gruppen zur syrischen Dschaisch al-Islam (englisch: Jaish al-Islam) zusammen.
Alloush war auch Sprecher und Kommandeur der Syrisch Islamischen Befreiungsfront (SILF). Mit dem Zusammenschluss zur Islamischen Front im November 2013 wurde er deren Militärchef.
Die Dschaisch al-Islam gehörte zu den Oppositionsgruppen, die Ende 2015 in Riad an einer Konferenz teilnahmen, um Friedensgespräche vorzubereiten. Für Januar 2016 wurden unter Schirmherrschaft der Vereinten Nationen Gespräche zwischen Regierung und Opposition über einen politischen Übergang vorbereitet.
Am 25. Dezember 2015 starb Alloush mit fünf weiteren Anführern bei einem russischen Luftangriff in Damaskus.

## Haltung gegenüber Alawiten und Schiiten
Alloush hat sich mehrfach in der Öffentlichkeit abfällig gegenüber Alawiten geäußert. So bezeichnete er diese und Schiiten als „unrein“ oder als rāfida („Ablehner“) und benannte diese als „Dreck“ der Levante. Ebenso verlangte er, Syrien von den schmutzigen Werken und Untaten der Alawiten, die er mit dem auf Arabisch als Schimpfwort geltenden „Nusairier“ bezeichnete, zu befreien. Alloush sprach gar davon, dass die Bewohner von Ghuta die „Köpfe der Rafida zerstampfen“ würden.